# Karel Linz
Karel Linz (ur. 20 kwietnia 1986 w Chomutovie) – czeski siatkarz, grający na pozycji przyjmującego, reprezentant Czech. W sezonie 2017/2018 występował w greckiej drużynie Foinikas Syros.

## Sukcesy klubowe
Mistrzostwo Czech:
- 2010
- 2009
- 2008

Mistrzostwo Rumunii:
- 2017

Mistrzostwo Grecji:
- 2018